# 馬德拉鮋
馬德拉鮋（英語：Madeira rockfish），為輻鰭魚綱鮋形目鮋亞目鮋科的其中一種，為亞熱帶海水魚，分布於東大西洋摩洛哥至加納利群島、馬德拉群島、亞速群島、塞內加爾、維德角群島海域，棲息深度20-40公尺，體長可達14公分，棲息在沿岸淺水域，以甲殼類、小魚為食，生活習性不明，可做為食用魚。法國動物學家阿希爾·瓦朗謝訥曾於1833年描述過該物種。